# Fresnes-en-Woëvre
Fresnes-en-Woëvre é uma comuna francesa na região administrativa de Grande Leste, no departamento de Meuse. Estende-se por uma área de 9,08 km². Em 2010 a comuna tinha 675 habitantes (densidade: 74,3 hab./km²).